# Citra
Citra (シトラ)は、フリーかつオープンソースで開発されている、ニンテンドー3DSのゲームエミュレータである。対応プラットフォームはLinux、Windows 及び macOS、Android。
旧称はAkiru。

## 概要
ニンテンドー3DSソフトの動作に対応した、最初のエミュレータである。名称は3DSの型番名である「CTR」に由来する。
開発元はCitra Team。開発作業の殆どは GitHub にて行われており、170人以上の開発者が Citra のプロジェクトに貢献している。同じ開発チームによって、Nintendo Switch向けのエミュレータ「yuzu」が開発されていた。

## 特徴
プログラムソースコードは C++ で書かれており、ほとんどの、改造済み本体で動作する自作ソフトと、多くの商用ゲームソフトを実行することができる。
デスクトップ版のCitra は古い PC では快適には動作せず、x64 CPU で実行する必要があるほか、OpenGL 3.3 以降が必須である。Windowsで実行する場合はWindows Vista Service Pack 2以降が適用された環境が必要である。

## 歴史
Citra は2014年4月に開発が開始された。
4月24日に、最初のバージョンがリリースされ、Windows XP以降がインストールされたPCで実行できるようになった。初期から動作に対応していた商用ゲームは、ゼルダの伝説 時のオカリナ 3D、とびだせ どうぶつの森やソニック ジェネレーションズなどがあった。
2015年4月に、開発当初サポートされていた32bitデバイス向け対応が打ち切られる。
同年12月30日からポケモンのゲームを起動できるようになった。
2016年2月22日以降、公式ウェブサイトが大幅にリニューアルされる。
同年5月21日からは、音声の再現に対応し、同年9月15日からはJITコンパイラを搭載するようになった。
2017年10月、ポケットモンスター サン・ムーンのプレイに完全対応。
同年11月以降、Citra がインターネットに対応することが発表された。当初は、3DS のローカルWi-Fiをエミュレートし、ローカルでのプレイを可能にするものであったが、開発チームはこれを更に進歩させ、場所を問わず他のユーザーとプレイすることが可能となった。
2020年5月23日、公式のAndroid版がリリースされる。最小要件はAndroid 8(64ビット)とOpenGL ES 3.2以降。大半のゲームは、さまざまなハードウェア上において、プレイ可能な程度のフレームレートに到達するが、開発者はSnapdragon 835以上の性能のチップを搭載したデバイスで実行するよう、推奨している。
2024年2月26日、任天堂がyuzuの開発者を告訴し、「大々的に海賊行為を助長している」と主張するとともに、米ロードアイランド州裁判所に対して、エミュレータの公開中止と開発者が所有するすべてのコピーの破棄を要求した。
これを受けて同年3月5日、Citraの開発チームは開発と配布を終了することを発表し、同時に同じグループが開発するyuzuの開発・配布も終了した。

## 復活
しかし米Gamer_Networkは開発メンバーの一人が3月4日時点での最新版のcitraを基にマルチプレイに対応したcitraの開発を行っていると報じた。

だがこちらもGitHubのリポジトリが2024年10月29日にパブリックアーカイブになったため開発は終了した物と見られる。